# Nemo (artist)
Nemo Mettler, född 3 augusti 1999 i Biel/Bienne i kantonen Bern, är en schweizisk musiker, sångare och rappare. Hen spelar fiol, piano och trummor.
Nemo vann Eurovision Song Contest 2024 i Malmö med låten "The Code". Nemo är ickebinär och låten handlar om vägen till att acceptera sig själv och sin identitet.

## Biografi
Nemo är född och uppvuxen i Biel. Hens far är en rik entreprenör och uppfinnare och modern är journalist. Hen har en syster som hen samarbetat med konstnärligt. Nemo lärde sig som ung att spela fiol, piano och trummor och från 9 till 13 års ålder studerade hen operasång. Vid 13 års ålder började hen rappa och deltog i flera schweiziska tävlingar med låtar hen skrivit själv. Nemo studerade i ett år vid Zürichs universitet för konst och design och bosatte sig sedan i Berlin för att satsa på sin musikkarriär.
År 2015 släpptes Nemos EP Clownfisch från 2015. Följande år slog hen igenom efter att ett uppträdande på radiokanalen SRF Virus blivit viralt i sociala medier. Efter det släppte Nemo två EP:s år 2017 varav sju låtar direkt tog sig in på den officiella schweiziska singellistan. Sedan dess har hen tilldelats fem Swiss Music Awards. År 2020 började hen även skriva och producera musik till andra artister och även släppa egen musik på engelska.
Nemo medverkade i den andra säsongen av underhållningsprogrammet The Masked Singer Switzerland 2021/2022 och kom där på en femte plats.

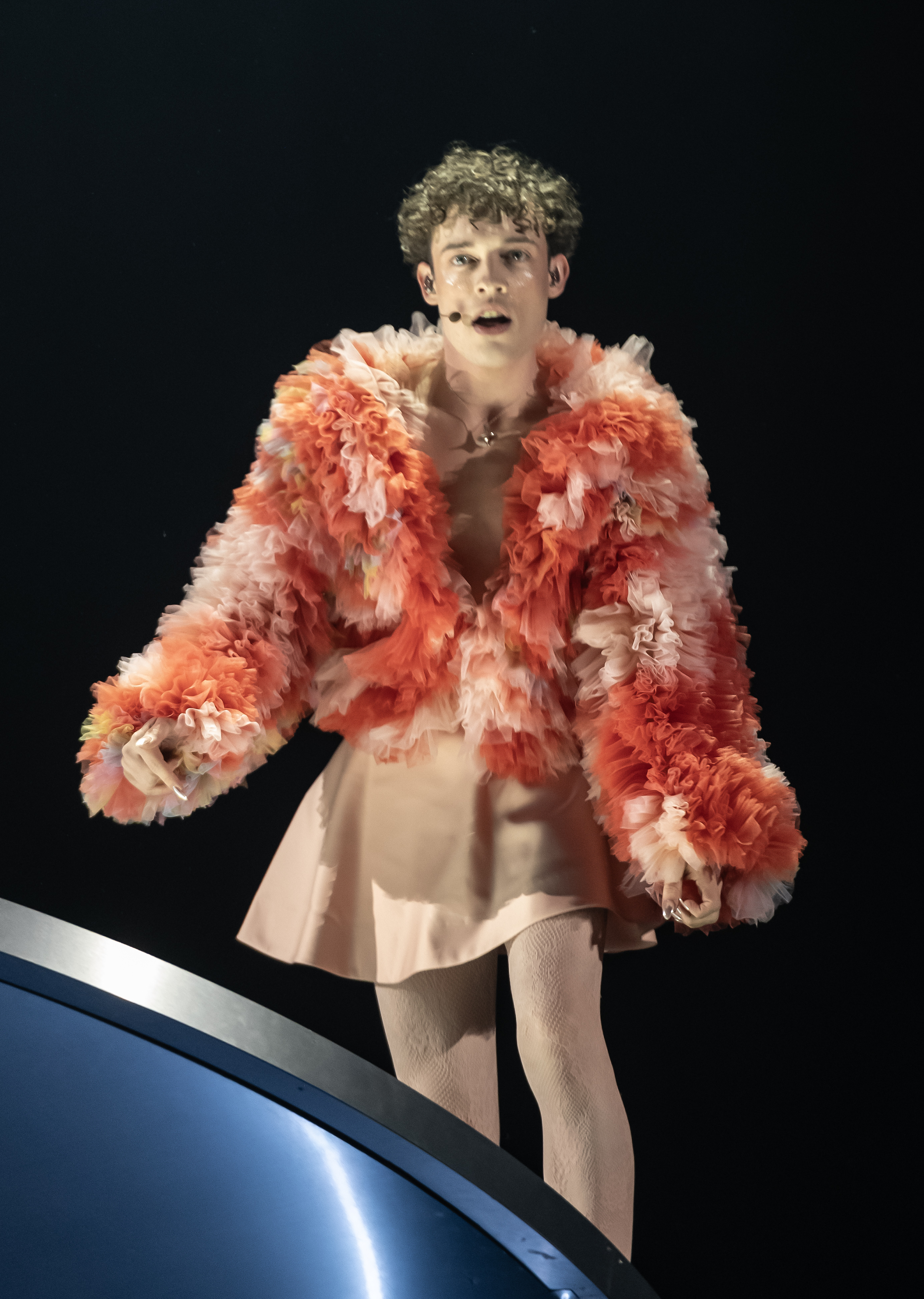
Nemo under ett framträdande vid Eurovision Song Contest 2024.

I februari 2024 utsåg det schweiziska TV-bolaget SRG SSR Nemo till sin representant i Eurovision Song Contest 2024 i en intern uttagning. Bidraget "The Code"  skrevs av Nemo tillsammans med Lasse Midstian Nymann, Linda Dale och Benjamin Alasu. Framträdandets koreografi är skapat av svenske koreografen Benke Rydman. Nemo är ickebinär och låten handlar om vägen till att acceptera sig själv och sin identitet. Hen uppträdde i den andra semifinalen i Malmö där bidraget kom på fjärde plats och därmed kvalificerade sig till finalen. I finalen vann "The Code" med 591 poäng, vilket var 44 poäng framför Kroatiens bidrag "Rim Tim Tagi Dim" som kom på andra plats med 547 poäng.